# 广东行政职业学院
广东行政职业学院，简称广东行政职院，位于广东省广州市，是经广东省人民政府批准、国家教育部备案的广州市属普通高校。

## 历史
广东省行政管理干部学院成立于1985年，1990年更名为广东行政学院，1993年南方成人经贸学院，2003年广东行政学院与南方成人经贸学院合并组建广东行政职业学院。
2020年，广东青年职业学院并入广东行政职业学院。